# Revisione della spesa pubblica
Per revisione della spesa pubblica (in inglese spending review) si intende un processo volto a migliorare l'efficienza e l'efficacia della spesa pubblica attraverso la sistematica analisi e valutazione della pubblica amministrazione nelle sue strutture organizzative statali (es. ministeri, tribunali, istruzione pubblica, sanità pubblica, ecc.) e territoriali (regioni, province, comuni, ecc.), delle procedure decisionali e attuative, dei singoli atti all'interno dei programmi e dei risultati finali.

## Caratteristiche generali
Con questo procedimento si analizza "più il come che il quanto", ovvero i capitoli di spesa di uno o più enti vengono vagliati per vedere cosa può essere acquistato diversamente, oppure tagliato, per scoprire se ci sono sprechi o casi di inefficienza. Principio dell'operazione in linea teorica è quello di identificare spese che non contribuiscono a raggiungere gli obiettivi, o che li raggiungono in maniera inefficiente, a fronte di costi più alti del necessario.
L'insieme delle norme di finanza pubblica e quelle di gestione della spesa pubblica vengono inoltre analizzate per trovare modalità di miglioramento della gestione e del controllo.
La revisione della spesa pubblica si basa dunque sull'analisi della qualità della spesa pubblica e sui meccanismi della sua definizione e gestione.

## Nel mondo

### Italia
In Italia la revisione della spesa è stata realizzata prima mediante commissioni di studio, poi con provvedimenti di legge molto incisivi, elaborati ed accompagnati da commissari alla revisione della spesa, nell'ambito della crisi del debito italiano all'interno della grande recessione.
La spending review dettata da esigenze impellenti di mantenere i saldi di finanza pubblica, laddove non è stato possibile procedere con revisioni analitiche, ha anche comportato tagli lineari agli stanziamenti di ministeri e ai trasferimenti agli enti territoriali. Queste riduzioni, anziché tradursi in tagli di sprechi, hanno spesso provocato riduzione della quantità o qualità dei servizi ai cittadini. A volte è stato previsto il contenimento dei salari dei dipendenti pubblici, ad esempio, nelle leggi finanziarie varate nel giro di pochi giorni, come quelle del governo Monti (ma non è l'unico caso). In queste occasioni, invece di una maggiore efficienza, si è ottenuto talvolta il risultato di rendere difficile per certi comparti statali e territoriali un adeguato svolgimento dei propri compiti a causa della mancanza di fondi. Un nuovo programma di revisione della spesa è stato approvato dal Governo italiano il 19 novembre 2013.
I commissari di Governo alla revisione della spesa incaricati dal 2011 in poi, per l'analisi, la revisione e la progettazione di interventi per l'efficienza della spesa per beni e servizi, hanno fatto grande affidamento sulla Consip, la centrale acquisti nazionale.

#### Le commissioni
Dal secondo dopoguerra si sono succeduti molti studi ed analisi, condotti principalmente dalla disciolta Commissione tecnica per la spesa pubblica, operante presso il Ministero del Tesoro dal 1986 al 2005, a cui succedette nel 2006 la Commissione tecnica per la finanza pubblica presso il Ministero dell'Economia e delle Finanze istituita da Tommaso Padoa-Schioppa, ministro dell'economia e delle finanze del secondo governo Prodi. 
L'analisi sistematica dei capitoli di spesa, avviata in via sperimentale dalla legge finanziaria per il 2007, fu poi trasformata in programma permanente ad opera della legge finanziaria per il 2008. «Il passaggio a un bilancio classificato per missioni e programmi – disse Schioppa - pose le premesse sia per una consapevole discussione politica degli obiettivi e delle priorità da realizzare attraverso la spesa sia per una gestione responsabile delle risorse da parte delle amministrazioni». In quell'anno queste analisi fecero risparmiare 700 milioni di euro.

#### Il tagliaspese
A settembre 2002, insediato da un mese Vittorio Grilli come nuovo Ragioniere generale dello Stato, viene varato il DL 194/2002 definito decreto tagliaspese che modifica strutturalmente, nelle norme di contabilità pubblica, il metodo di previsione delle spese, ponendo tetti di salvaguardia. Prevede inoltre che il Governo applichi misure urgenti di blocco della spesa quando si superano i tetti deliberati dal Parlamento con la Legge di bilancio. Questo provvedimento ha messo fine alla proliferazione della spesa oltre i limiti deliberati dal Parlamento che si producevano con norme che sottostimavano le spese future, oppure in seguito all'applicazione di sentenze con effetti sulla retribuzione del pubblico impiego.

#### Il commissario Enrico Bondi
Durante il governo Monti Enrico Bondi fu nominato Commissario alla spending review, ma i risultati della sua attività furono modesti a causa non solo della storica resistenza delle pubbliche amministrazioni alla revisione dei programmi di spesa, ma anche della contemporanea presenza e responsabilità simile del ministro per i rapporti con il Parlamento e l'attuazione del programma di Governo Dino Piero Giarda. Enrico Bondi si dimise a dicembre 2012, assumendo il ruolo di supervisore delle liste di Scelta Civica, il nuovo partito fondato da Mario Monti.

#### Il commissario Mario Canzio
Dimessosi Bondi, il Governo nomina a gennaio 2013 Mario Canzio. A maggio 2013 Canzio cessa dall'incarico contemporaneamente al suo avvicendamento al vertice della Ragioneria Generale dello Stato.

#### Il commissario Carlo Cottarelli
Il 4 ottobre 2013 il Consiglio dei ministri nomina commissario per la revisione della spesa Carlo Cottarelli attribuendogli poteri molto ampi ed un incarico di tre anni. Cottarelli presenta un nuovo programma per la Revisione della spesa nel marzo 2014. 
Fa proposte al governo Renzi ed istituisce Il blog del commissario dove pubblica numerose considerazioni e documenti. Il più critico contro il governo Renzi è il più recente, datato 30 luglio 2014, intitolato La revisione della spesa come strumento per il finanziamento di… nuove spese.
In fondo a tutte queste considerazioni di metodo, a mio avviso ne resta una cruciale, nel merito: se si utilizzano risorse provenienti da risparmi sulla spesa per aumentare la spesa stessa, il risparmio non potrà essere utilizzato per ridurre la tassazione su lavoro. Condizione, a mio giudizio, essenziale per una ripresa dell’occupazione in Italia.»
(La revisione della spesa come strumento di... nuove spese, Carlo Cottarelli, Il blog del commissario, 30 luglio 2014)
L'incarico di Cottarelli termina il 31 ottobre 2014, con due anni di anticipo rispetto al previsto, poiché Cottarelli viene designato dal governo Renzi per un incarico al Fondo Monetario Internazionale.
Dopo molti mesi dalle dimissioni viene richiesta dalla stampa la pubblicazione dei dossier dei gruppi di lavoro con le relative proposte elaborate. In aprile 2015 i documenti furono pubblicati sul sito https://www.mef.gov.it/documenti-pubblicazioni/doc-finanza-pubblica/index.html#contRevSpes da cui son stati successivamente rimossi .

#### Il commissario Yoram Gutgeld

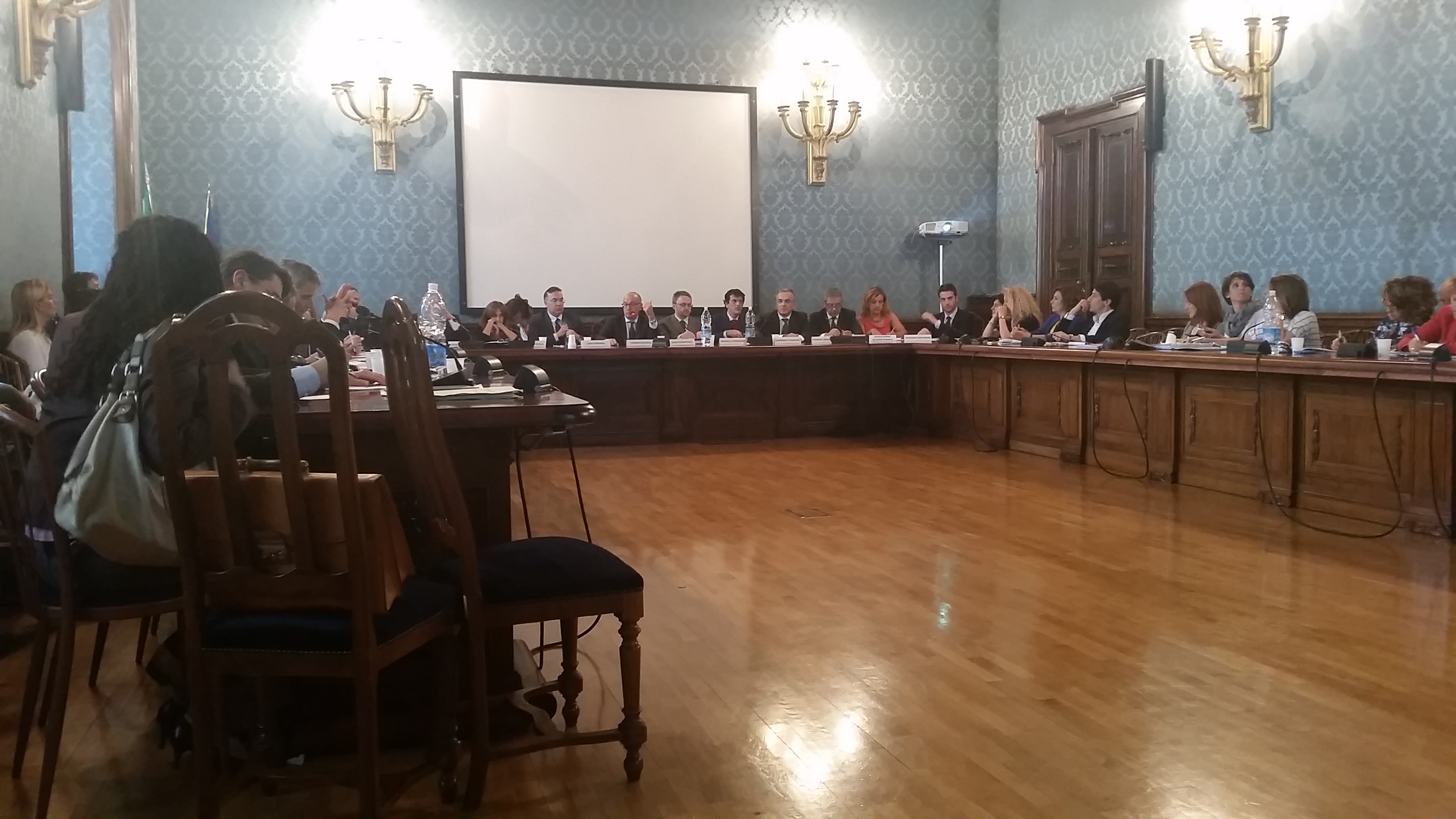
Gutgeld presiede la prima riunione delle 35 centrali acquisti il 4 giugno 2015 presso la "sala azzurra" del Ministero dell'economia e delle finanze.

Il governo Renzi a marzo 2015 nomina commissario alla revisione della spesa Yoram Gutgeld. Parlamentare del Partito Democratico e consigliere economico di Renzi, Gutgeld punta a risanare la sanità, i trasporti ed a ridurre i corpi di polizia. Collabora con lui l'economista consigliere del presidente Roberto Perotti.
Gutgeld avvia il programma del Governo Renzi di ridurre a 35 centrali acquisti il numero di stazioni appaltanti deputate a gestire le grandi gare.
Il 7 novembre 2015 Perotti si dimette dall'incarico di consigliere del Presidente del Consiglio, dichiarando di non sentirsi utile.

#### I commissari Laura Castelli e Massimo Garavaglia
In aprile 2019 il governo Conte I nomina commissari alla revisione della spesa pubblica i due parlamentari e viceministri dell’economia Laura Castelli e Massimo Garavaglia.

### Analisi della Corte dei Conti
La Corte dei Conti nel 2017 ha decretato in un suo rapporto il sostanziale fallimento della "spending review" nel tentativo di ridurre il deficit pubblico.

### Altri paesi
Tale strumento di razionalizzazione della spesa pubblica è stato avviato anche in altri paesi: Regno Unito, Canada, Paesi Bassi, Nuova Zelanda e Francia (quest'ultima ha iniziato nel 2008 con l'operazione la Revue Générale des Politiques Publiques).